# Liiceni, Olt
Liiceni este un sat în comuna Drăghiceni din județul Olt, Oltenia, România.

## Obiective de interes turistic
- Biserica "Adormirea Maicii Domnului" (monument istoric).  Datare 1590, ref. în sec. XVIII, reparată și zugrăvită 1872, restaurată în 1947.
- Pădurea Radomir, arie de protecție specială avifaunistică (sit SPA)

 Acest articol despre o localitate din județul Olt este deocamdată un ciot. Puteți ajuta Wikipedia prin completarea lui.

Sat de o frumusețe rară cu păduri verzi de foioase, străbătut de râul Cungrea și cu celebrul copac,Tecul de la Ionicesti.